# Kinderdijk

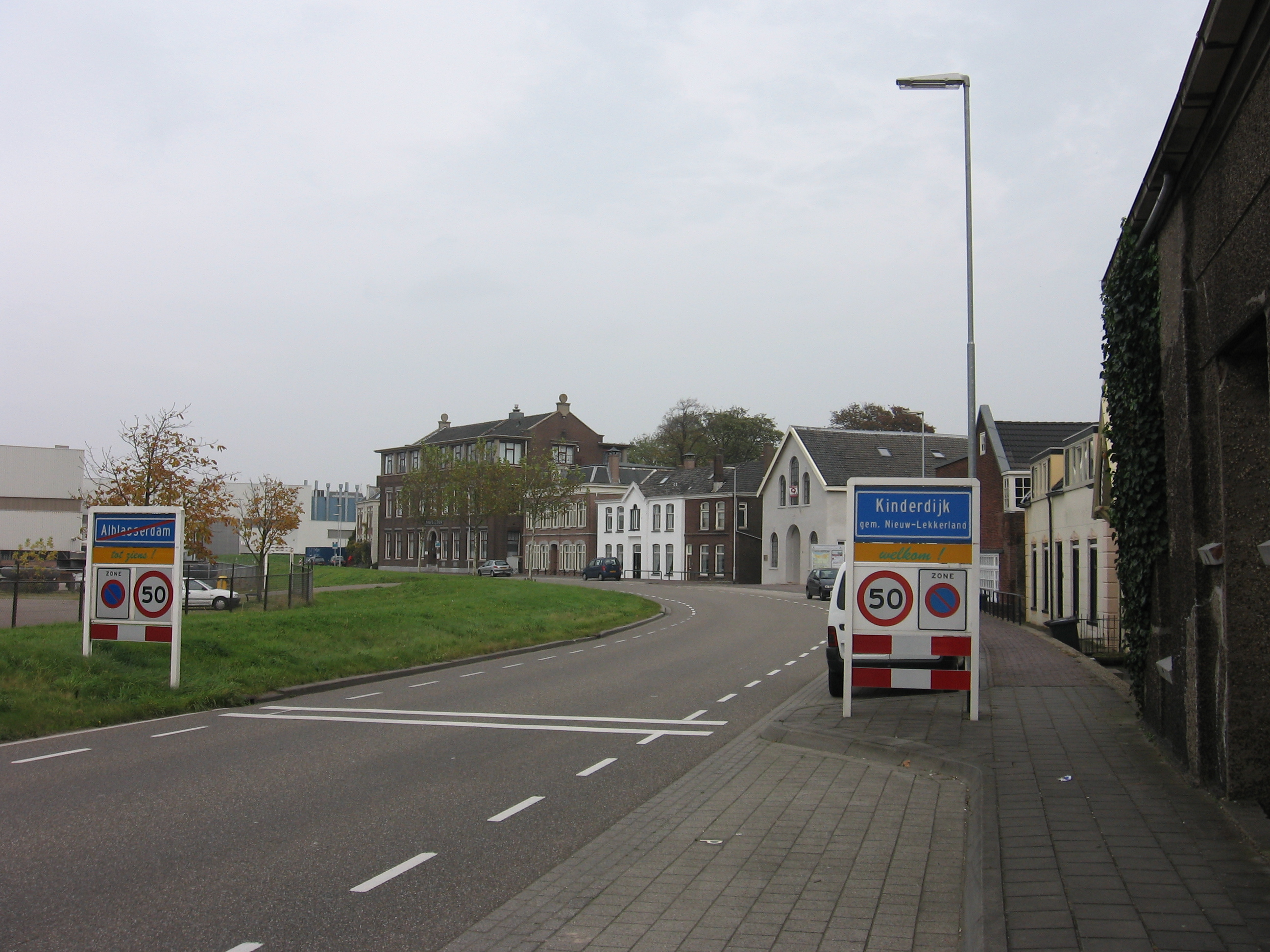
De Molenstraat met op nr. 15 het lichtgrijze fabrieksgebouw van Willem Smit, waarachter de eerste Nederlandse elektriciteitscentrale stond.

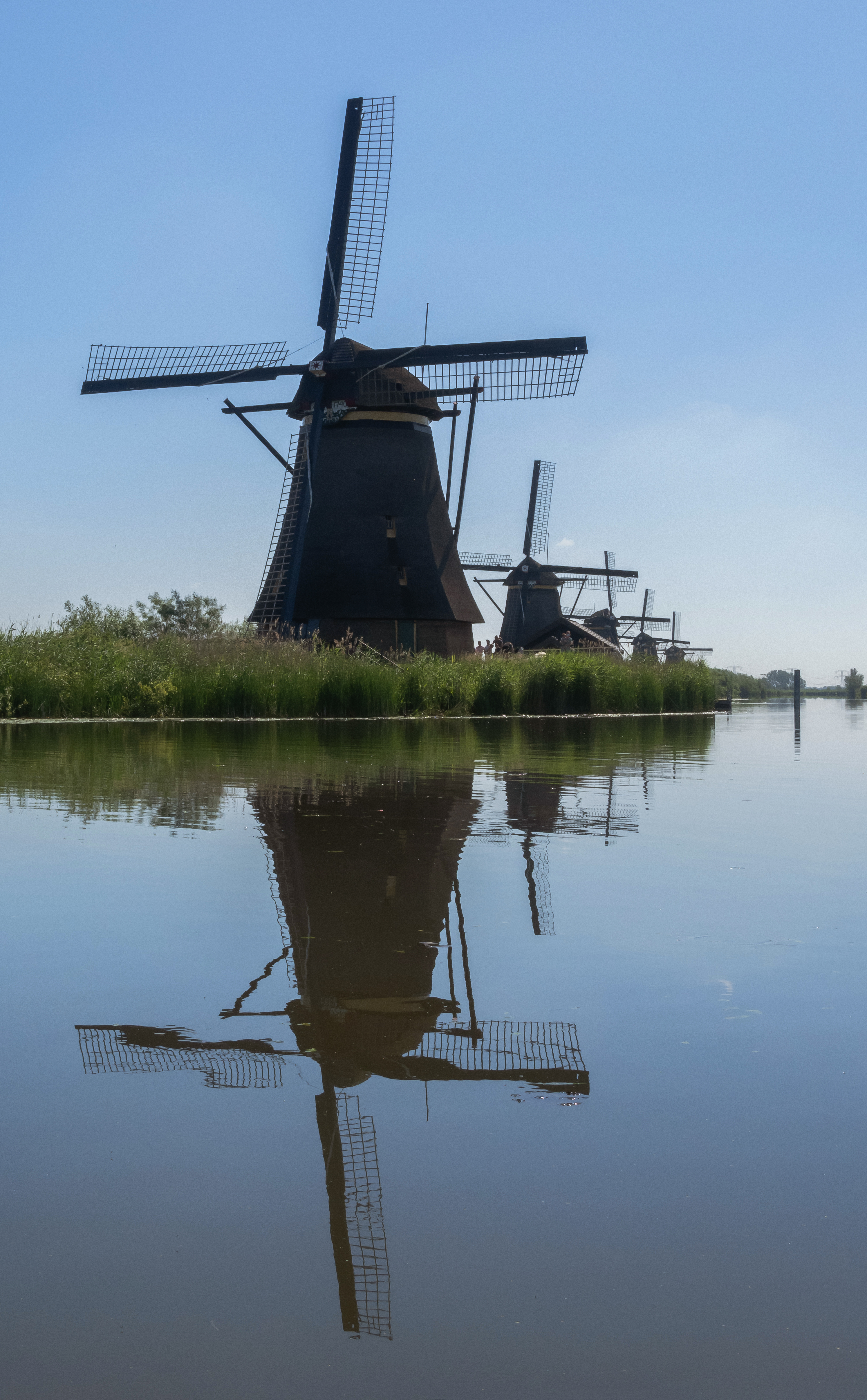
Overwaard molens 4 t/m 8

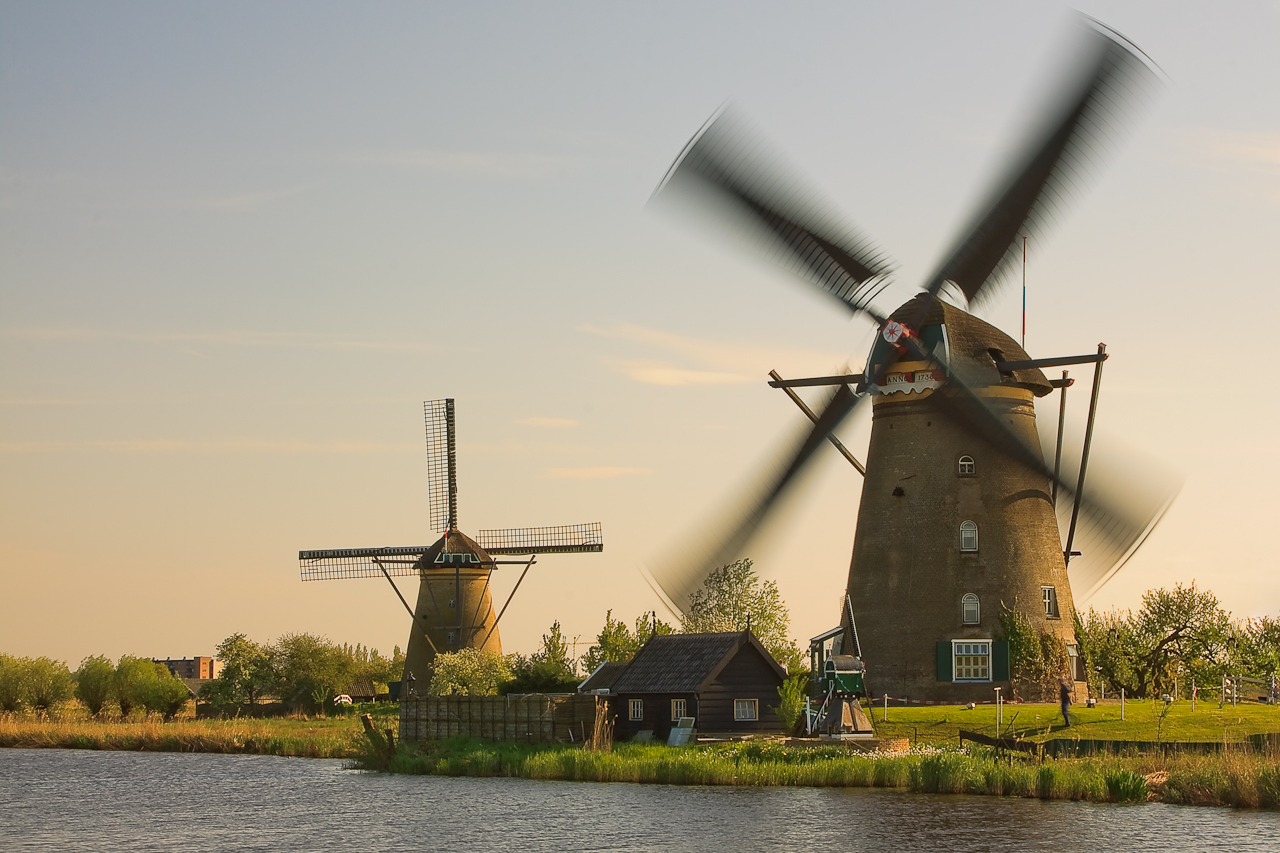
Draaiende molen

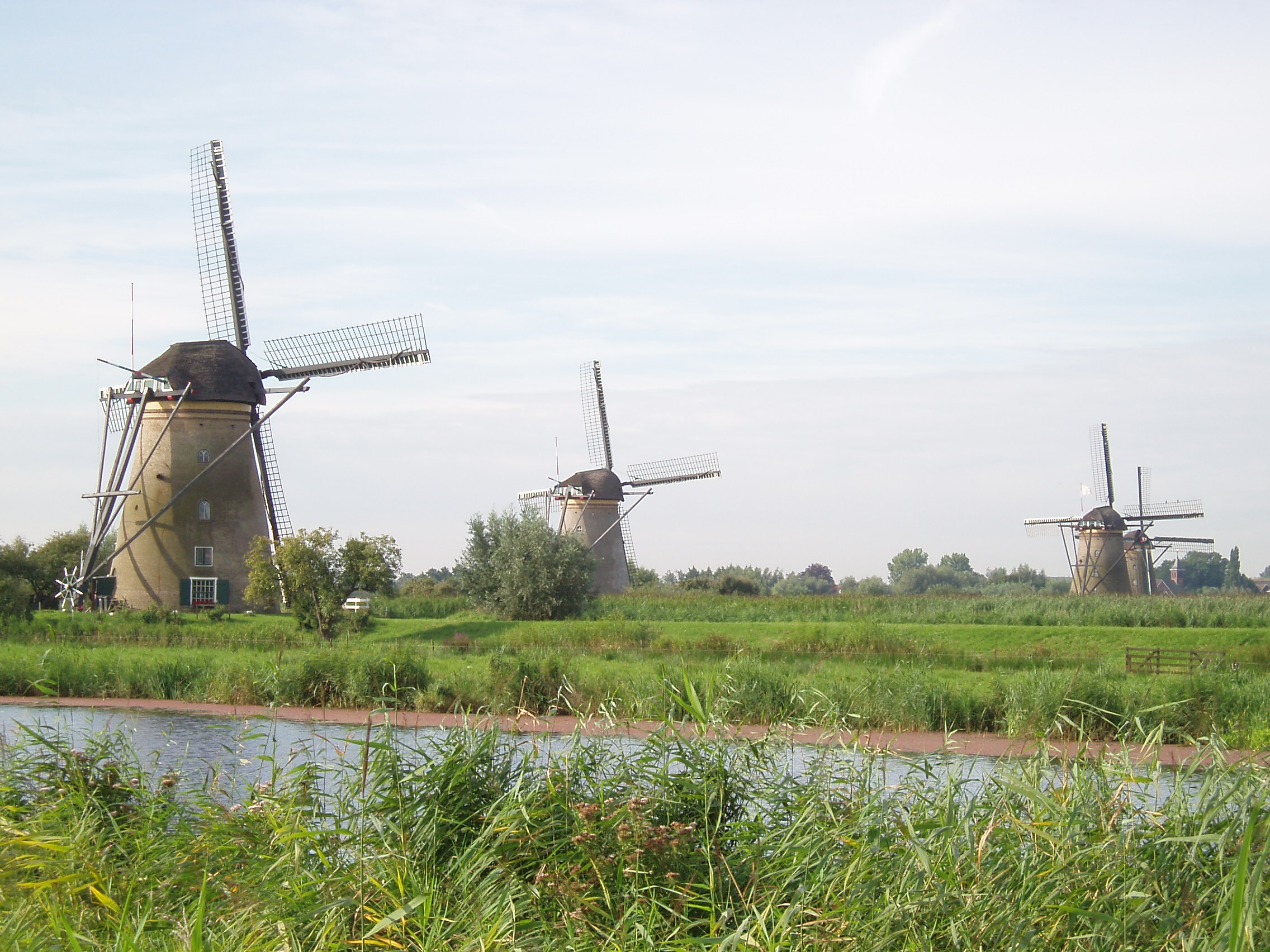
Diverse molens

Kinderdijk is een dorp in de Nederlandse provincie Zuid-Holland, gelegen in de Alblasserwaard. Het dorp maakt deel uit van de gemeente Molenlanden. Kinderdijk bevindt zich op de plaats waar de Noord en de Lek samenkomen. De plaats is voornamelijk bekend om de Kinderdijkse molens. De voornaamste bedrijvigheid bestaat uit scheepsbouw.

## Geschiedenis
Kinderdijk werd door twee besturen tegen het water beschermd, de Overwaard (aan de oostkant van de Middelkade) en de Nederwaard (aan de westkant van de Middelkade). De Nederwaard bouwde in 1738 acht molens, stenen grondzeilers. De tweede molen is toegankelijk voor het publiek. De Overwaard bouwde in 1740 ook acht molens, dit waren achtkante grondzeilers.
Kinderdijk was, in 1886, de eerste Nederlandse plaats met een elektriciteitsvoorziening. De elektriciteit werd opgewekt in Kinderdijk door de eerste elektriciteitscentrale van Nederland, ontworpen en gebouwd door Willem Benjamin Smit, tevens een van de oprichters van Electrisch-Licht-Machinen Fabriek Willem Smit & Co.

## Toponymie
Over de ontstaansgeschiedenis van de naam Kinderdijk doen verschillende verhalen de ronde. De oorspronkelijke naam van het dorp is "Elshout".
- Het bekendste verhaal over het ontstaan van de naam Kinderdijk gaat terug naar 1421 tijdens de grote St. Elisabethsvloed. Toen de ergste storm geluwd was ging men de dijk op om te kijken, wat er te redden viel en zag men in de verte een wiegje aan komen drijven. Men had geen hoop dat daarin nog iets levends zou zijn, maar toen het dichterbij kwam zag men toch beweging. Toen het nog dichterbij was gekomen zag men dat een kat het wiegje in evenwicht hield door heen en weer te springen zodat er geen water in het wiegje kon komen. Toen het wiegje uiteindelijk vlak bij de dijk was, viste men het op. Er bleek nog een baby in te liggen, die rustig en droog sliep.
- Een ander verhaal vertelt dat de naam Kinderdijk ontstaan is doordat de dijk die erdoorheen loopt met behulp van kinderarbeid tot stand is gekomen.
- Weer een ander verhaal vertelt dat er een zekere Jan in een groot huis nabij Kinderdijk (Elshout) woonde. Deze Jan had veel kinderen en werd daarom 'Jan der Kindere' genoemd. Later heeft men het gebied waar hij woonde Kinderdijk genoemd.
- Een zeventiende-eeuwse beschrijving stelt dat in het begin van de vijftiende eeuw de heren Van Giessen onderhoudsplichtig waren aan de dijk. Het herstel na de Sint Elizabethsvloed van 1421 was een kostbare aangelegenheid en de erfgenamen van de heer Van Giessen, de 'kinderen van Giessen' hebben wegens de hoge kosten afstand gedaan van de dijk, die vervolgens de 'Kinderdijk' werd genoemd.[2]

## Molens
De molens van Kinderdijk staan sinds 1997 op de Werelderfgoedlijst van UNESCO. De 19 windmolens zijn verdeeld in een rij van acht molens aan de Nederwaard (dit zijn de ronde stenen molens), een rij van acht rietgedekte achtkanters aan de Overwaard, met daarnaast een wipmolen; de Blokweerse molen die de polder Blokweer bemaalt en in de polder Nieuw-Lekkerland twee rietgedekte achtkantige molens.

## Andere bezienswaardigheden
De plek is van internationale waarde, niet alleen vanwege de windmolens, maar omdat alle technologie van waterbeheer vanaf de middeleeuwen hier dicht bij elkaar te zien is. Er zijn dijken, opslagreservoirs, moderne pompstations en administratieve gebouwen.
Zo ligt het gemeenlandshuis van de Overwaard aan het einde van de Lage Boezem en tegen de Lek aan. Dit pand bestond al eerder, maar werd in 1644 als gemeenlandshuis in gebruik genomen. Het gebouw wordt gebruikt als representatief gebouw van het waterschap Rivierenland.
Het gebied is een beschermd dorpsgezicht.

## Gemalen
Ter versterking van de pompcapaciteit zijn in 1868 twee stoomgemalen opgericht. Eén daarvan - het gemaal Wisboom - bestaat nog, maar is inmiddels voorzien van een elektrisch opvoerwerktuig. Vanaf 1950 is de functie van de molens overgenomen door een aantal gemalen. Het gemaal bij Kinderdijk zelf werkt met een schroef van Archimedes, wat aan de buitenkant goed te zien is.
Naast het Wisboomgemaal liggen bij Kinderdijk het J.U. Smitgemaal (uit 1972) en Gemaal De Overwaard (uit 1995).

## Bekende inwoners

### Geboren in Kinderdijk
- Els Veder-Smit (1921-2020), politica (o.a. staatssecretaris, VVD)
- Pieter de Vries (1956), predikant Hersteld Hervormde Kerk
- Wim Rijken (1958-2022), acteur, zanger en presentator

### Woonachtig geweest in Kinderdijk
- Fop Smit (1777-1866), scheepsbouwer
- Gilles Quispel (1916-2006), theoloog, kerkhistoricus en kenner van het gnosticisme
- Coenraad Bron (1937-2006), informaticus

## Trivia
Een deel van het computerspel Sly 3: Honor Among Thieves (in Nederland bekend als Sly 3: De Erecode Onder Dieven) speelt zich af in Kinderdijk.